# أوتش غل (سياه منصور)
أوتش غل (بالفارسية: اوچ گل) هي قرية تقع في إيران في قسم سیاه منصور الريفي. يقدر عدد سكانها بـ 88 نسمة بحسب إحصاء 2016.